# Franklin Engine Company

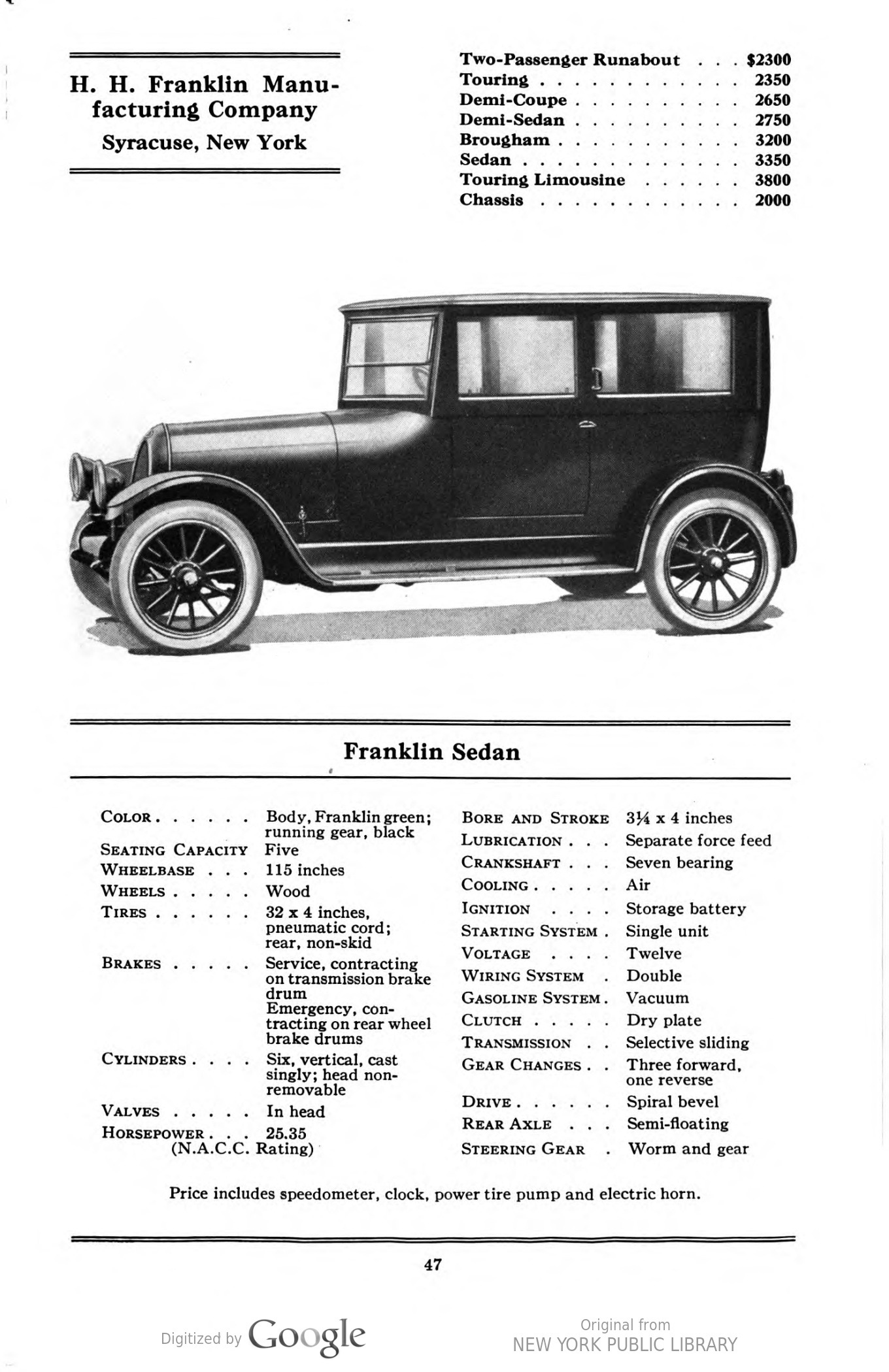
Franklin Sedan z 1922 w firmowym katalogu

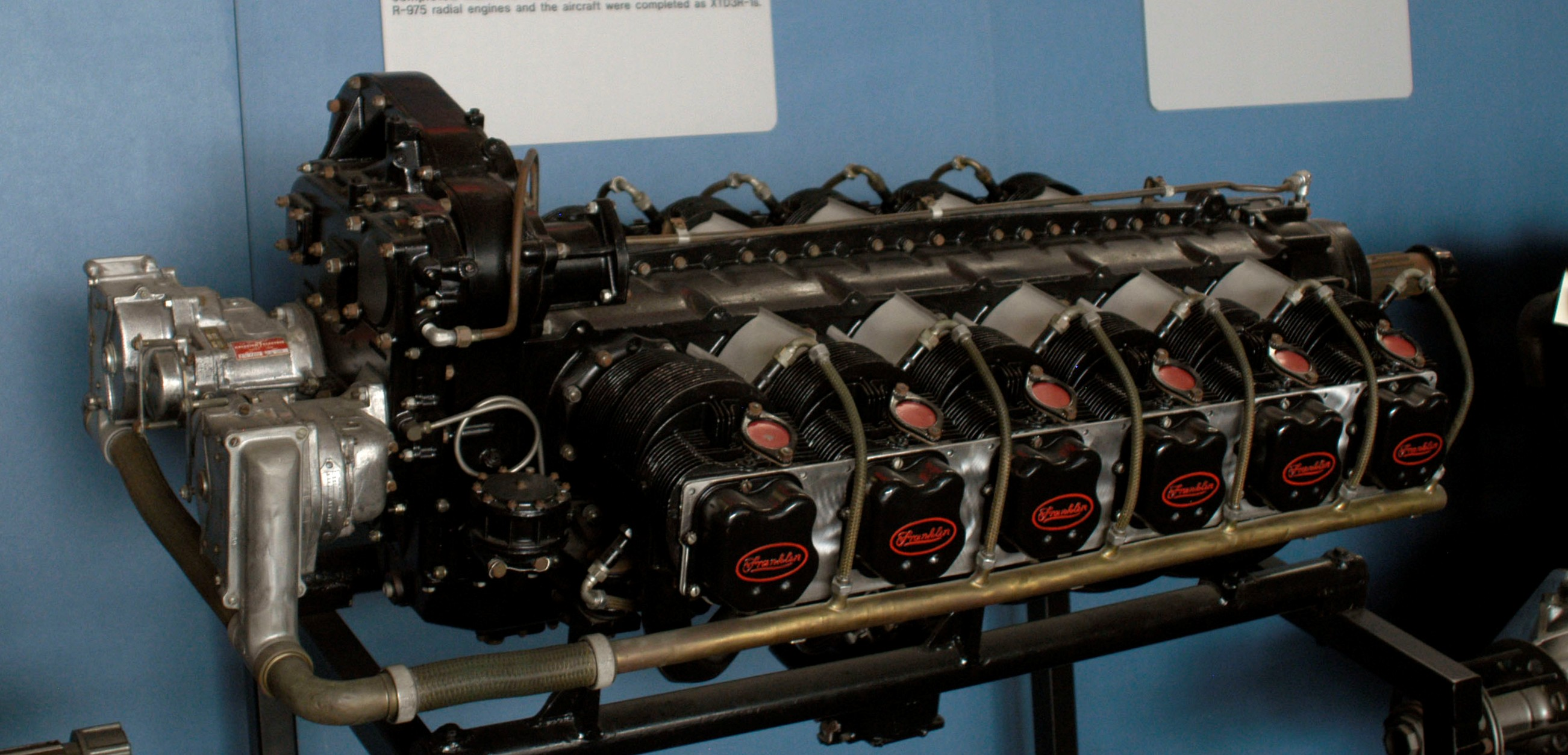
silnik lotniczy Franklin O-805 na wystawie w Narodowym Muzeum Sił Powietrznych USA

Franklin Engine Company – amerykańskie przedsiębiorstwo produkujące samochody i silniki lotnicze, założone w 1902 przez Herberta H. Franklina i Herberta G. Underwooda w Syracuse (stan Nowy Jork), początkowo jako Franklin Automobile Company.
Początkowo firma produkowała głównie samochody z silnikami chłodzonymi powietrzem, później także silniki do lekkich samolotów.
W 1907 Franklin wprowadził na rynek pierwsze samochody wyposażone w silniki z automatycznym rozruchem.
W 1918 firma zdobyła kontrakt od rządu Stanów Zjednoczonych na opracowanie silników lotniczych. Kontrakt został jednak rozwiązany wraz z zakończeniem I wojny światowej, co spowodowało poważną stratę finansową, ponieważ aby wypełnić zobowiązanie, firma zainwestowała 1 mln $ w nowe maszyny i zatrudniła 5 tys. dodatkowych pracowników.
W 1929 przedsiębiorstwo osiągnęło największą produkcję samochodów w całej swojej historii – 14 000.
W 1937 założona przez byłych pracowników, firma Doman-Marks Engine Co. kupuje prawa do firmy Franklina, która zbankrutowała podczas Wielkiego kryzysu. Nowi właściciele zmienili nazwę firmy na Aircooled Motors Corp., chociaż jej silniki były nadal sprzedawane pod nazwą Franklin. Zmianie uległ także profil produkcji, skoncentrowano się na wytwarzaniu chłodzonych powietrzem silników do ciężarówek i silników przemysłowych.
Podczas II wojny światowej firma Aircooled Motors z dużym powodzeniem produkowała silniki lotnicze.
W silnik Franklina wyposażona była ostateczna wersja prototypowego śmigłowca Vought-Sikorsky 300.
W 1947 firma Tucker Corporation kupiła Aircooled Motors za cenę 1,8 miliona dolarów, aby produkować silniki do luksusowego samochodu osobowego Tucker 48.
W 1961 Aero Industries kupuje Air Cooled Motors i przywraca nazwę Franklin Engine Co.
W 1974 Franklin został zakupiony przez Audi SA z Brazylii. W 1975 rząd PRL zakupił od Audi firmę wraz z dokumentacją i całym oprzyrządowaniem, by przenieść ją do Rzeszowa i przekazać Państwowym Zakładom Lotniczym.
W silniki Franklina wyposażone były polskie samoloty PZL M-20 Mewa i PZL-110 Koliber, a także pierwszy prototyp PZL-126 Mrówka.
W Polsce produkcja silników Franklin trwała do 2002. Obecnie firma nosi nazwę Franklin Aircraft Engines Sp. z o.o. i ma siedzibę Grudziądzu.

## Główni inżynierowie – projektanci
- 1902 – 1924 John Wilkinson
- 1924 – 1928 Frank DeCausse
- 1928 – ? Ray Dietrich[9]